# Henri Bazin

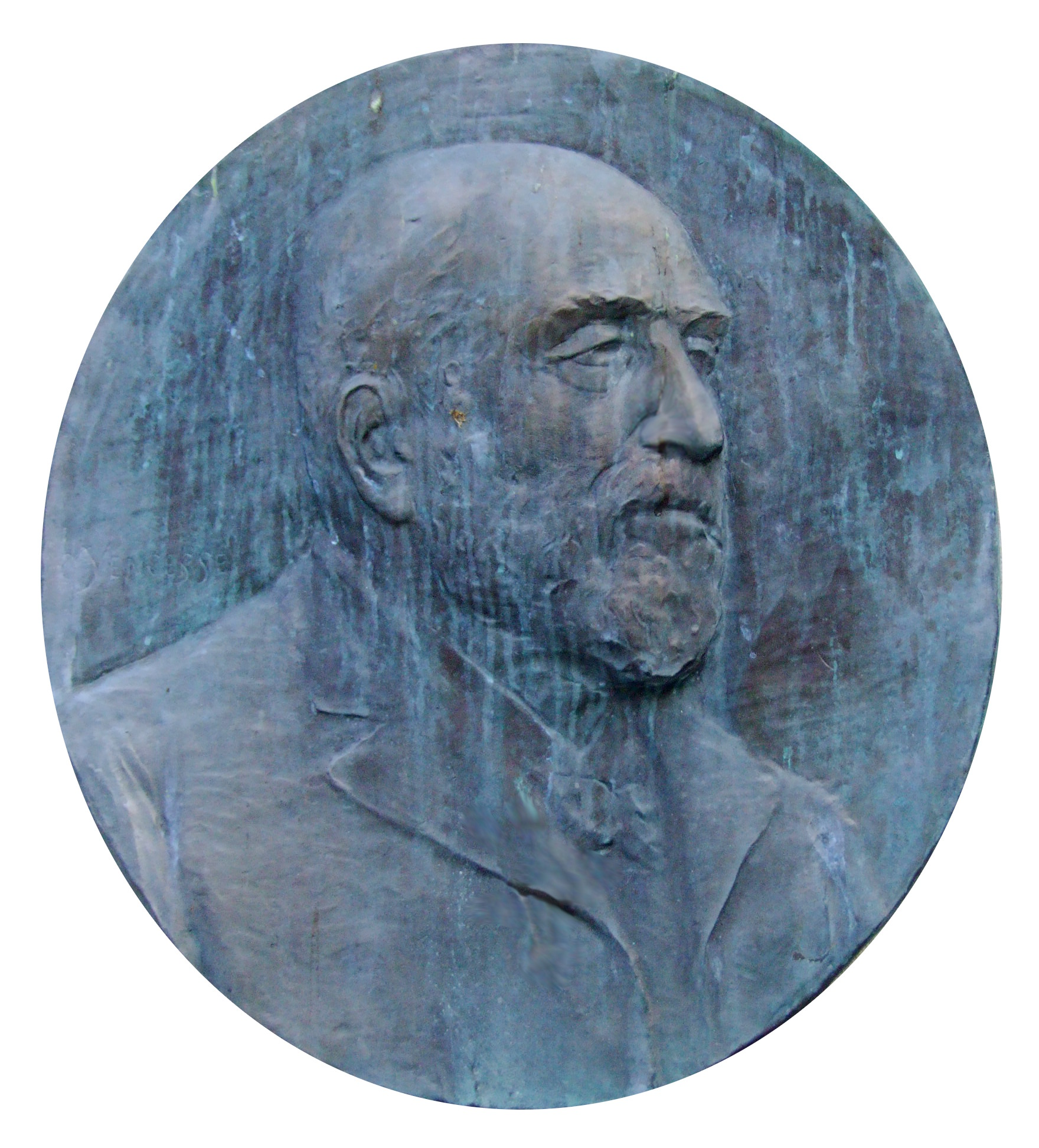
Henri Bazin

Henri-Emile Bazin (* 10. Januar oder 20. Oktober 1829 in Nancy; † 7. oder 14. Februar 1917 in Chenôve bei Dijon) war ein französischer Ingenieur und bekannt für seine Forschungen auf dem Gebiet der Hydraulik. (Die Lebensdaten werden in verschiedenen Quellen unterschiedlich angegeben.)
Er war ein Schüler der École Nationale des Ponts et Chaussées und danach Assistent von Henry Darcy, dessen Arbeit er weiter führte. Zuerst arbeitete er in Tonnerre bei Dijon, 1854 dann am Canal de Bourgogne (Burgund-Kanal), den er vergrößerte und für größere Schiffe befahrbar machte. 1875 (oder 1876) wurde er Chefingenieur des Corps des ponts et chaussées in Dijon, 1886 Generalinspekteur. 1900 ging er in den Ruhestand und wurde 1913 Mitglied der französischen Akademie der Wissenschaften.
Er beschäftigte sich wissenschaftlich mit dem Wasserabfluss in offenen Gerinnen, Geschwindigkeitsverteilungen, freien Wasseroberflächen und Wellenexperimenten. 1865 veröffentlichte er den Report “Recherches Hydrauliques” über Strömungen in offenen Gerinnen, der seinen Ruhm begründete. Darüber hinaus entwickelte er eine Abflussformel. Diese Bazin-Formel liefert den Parameter C für die Fließformel von Chézy:
{\displaystyle C={\frac {87}{1+{\frac {m}{\sqrt {R}}}}}}
mit
- m, das von der Wandrauhigkeit abhängt
- dem hydraulischen Radius R.

Eine ähnliche Formel hat Kutter aufgestellt.